# Sint-Barbarabeeld (Nuth)
Het Sint-Barbarabeeld is een standbeeld in het dorp Nuth in de Nederlandse gemeente Beekdaelen. Het beeld staat op de hoek van Barbarastraat met de Bavostraat in de Bavowijk/Nieuwdorp waar mijnwerkers gehuisvest werden.
Op ongeveer 160 meter naar het noordoosten staat de Mariakapel.
Het beeld is opgedragen aan de heilige Barbara van Nicomedië, de beschermheilige van mijnwerkers.

## Geschiedenis
Met de ontginning van de steenkolenlagen van het Zuid-Limburgs steenkoolbekken werden er van heide en ver mensen aangetrokken om te werken in de steenkolenmijnen. Hoewel Nuth zelf geen steenkolenmijn had, kreeg ze wel te maken met de bovengrondse mijnactiviteiten en de komst van arbeiders die voor het vele werk nodig waren. De kolen die in de Staatsmijn Emma in Hoensbroek gedolven werden, werden met het kolenvervoer via Nuth getransporteerd en in Nuth kwam er daarvoor een verdeelemplacement. Om de medewerkers te huisvesten werd onder andere de Woningvereniging Nuth Vooruit opgericht die in buurtschap Nieuwdorp wonen liet bouwen aan de Barbarastraat en de Bavostraat.
Op 28 augustus 1949 werd het standbeeld onthuld en ingewijd en was het ontwerp en uitvoering van beeldhouwer Sjef Eijmael. Het beeld was bekostigd met geld dat vooral door de buurtvereniging Nieuwdorp bijeengebracht was.

## Standbeeld
Het standbeeld staat op een sokkel van baksteen, waarbij in de voorzijde een reliëf is aangebracht die een mijnwerker aan het kolenfront afbeeldt, terwijl die met een afbouwhamer steenkool los hakt uit de wand. Het beeld zelf toont de gekroonde heilige Barbara terwijl zij een mijnlamp vasthoudt en naast een toren staat.